# Grb Metkovića
Grb Grada Metkovića je plavo-bijelo poluokrugli kvadratni raščetvoreni štit. Prvo i četrvto polje je plavo, a drugo i treće bijelo. Grb je obrubljen tankom crnom linijom i nalazi se u središtu zastave crvene boje, omjera 1:2.
Moderni grb Metkovića usvojen je Odlukom o grbu i zastavi Grada Metkovića 28. svibnja 1996., a autor grba i zastave, akademski slikar Nikola Vučković napravio ga je prema grbu (i grbovnoj zastavi) grada Narenta (Drijeva) iz XIV. stoljeća prikazanoj na nekoliko zemljopisnih karata iz toga vremena. Karta "Mallorci portulan" koju je Angelino Dulcert objavio 1339. godine (koja se čuva u nacionalnoj biblioteci u Parizu) prikazuje zastave najvažnijih sredozemnih luka. Za grad Narent karta prikazuje plavo-bijelu raščetvorenu zastavu i vjerojatno se temelji na opisu i slici iz knjige "Libro del conoscimiento de todos los Reynos" španjolskog franjevca rođenog 1305., koja se smatra najstarijom knjigom koja sistematično obrađuje zastave svijeta. Narent (od latinskog naziva za Neretvu) je u nekim izvorima drugi naziv za mjesto i luku Drijeva, koje se nalazio nekoliko kilometara uzvodno Neretvom od Metkovića, danas je na tom mjestu naselje Gabela u Bosni i Hercegovini.
|  |  |  |